# バカ画像
バカ画像（バカがぞう）とは、主にインターネット上においてハプニングシーンや変わった看板、標識、動物の面白い生態、動き、子供や酔っ払いなどの生態などを紹介する写真画像のこと。

## 出版業界への波及
以前から雑誌の特集のひとつとして取り上げられることはあったが、バカ画像に特化した出版物としては2008年初頭に出版された『バカ画像500連発!!』に始まり、以後各社からバカ画像を扱った本が出版されている。軒並み好調な売れ行きをみせ、2008年5月13日にテレビ番組『スーパーモーニング』（テレビ朝日）でブームとして取り上げられた。

### バカ画像を扱った出版物
（以下出版順）
- 『バカ画像500連発!!』（鉄人社）2008/3/11
- 『癒され、なごんで、幸せになる「ねこタン」』（大洋図書） - 「バカ画像」とは銘打っていないが、対象を猫の画像に特化したものと言える 2008/4/4
- 『ゴー！ゴー!!バカ画像MAX』（KKベストセラーズ）2008/5/1
- 『笑いの殿堂バカウケ画像500＋α』（笠倉出版社）2008/5/1
- 『バカ画像五輪ピック』（晋遊舎）2008/6/1
- 『爆笑 おバカ画像1000』（ダイアプレス）2008/7/1
- 『おバカ動画ちゃんねる』（扶桑社） - 西村博之をイメージキャラクターに起用。2008/7/1
- 『画像 バカ一代』（コアマガジン） - 「ガッツ石松公認本」と銘打っている。2008/7/6
- 『おバカ動画ちゃんねる＋』（扶桑社）2008/7/25
- 『スーパーバカ画像―笑いの殿堂』（笠倉出版社）2008/7/25
- 『ゴー！ゴー！バカ画像MAX おかわり』（KKベストセラーズ）2008/7/30
- 『衝撃！笑撃！！お笑い画像怒涛の快進撃！！！バカ画像B-1グランプリ1000』（晋遊舎）2008/8/1
- 『ありえねぇ～爆笑超おバカ画像SP』（ダイアプレス）2008/8/1
- 『笑撃！お宝バカ画像600』（コスミック出版）2008/8/9
- 『爆笑間違いなしの最新ウルトラバカ満載！！オールザッツバカ画像』（インフォレスト）2008/8/10
- 『笑撃！爆笑！ベストパカ画像』（三推社/講談社） - ベストカーが編集に関わる。「バカ画像」ではなく「パカ画像」と銘打つ。2008/8/22
- 『中華圏のバカがここに集結！中華バカ壱番！』（晋遊舎）2008/9/1
- 『動物おもしろ画像500！』（竹書房）2008/9/16
- 『爆笑超おバカ画像』（ダイアプレス）2008/10/1
- 『笑いの殿堂ウルトラバカ画像』（笠倉出版社）2008/10/20
- 『続画像バカ一代』（コアマガジン）…輪島功一、デーブ・スペクター公認。2008/10/1
- 『ゴー！ゴー！バカ画像MAX とりぷる。』（KKベストセラーズ）2009/1/20
- 『ゴー！ゴー！バカ画像MAX くわとろ。』（KKベストセラーズ）2009/6/1
- 『ゴー！ゴー！バカ画像MAX ふぁいぶ 。』（KKベストセラーズ）2009/9/1
- 『バカ画像補完計画』（晋遊舎）2009/11/1
- 『ゴー！ゴー！バカ画像MAX しっくす 。』（KKベストセラーズ）2010/2/1
- 『バカ画像500連発！！2010』（鉄人社）2010/1/28
- 『超新作おバカ画像SPECIAL』（ダイアプレス）2010/2/1
- 『バカ画像500連発!!2010』（鉄人社）2010/3/1
- 『永久保存版バカ画像補完計画2011』（晋遊舎）2010/3/1
- 『ゴー！ゴー！バカ画像MAX せぶん。』（KKベストセラーズ）2010/4/1
- 『超新作おバカ画像SPECIAL』（ダイアプレス）2010/4/1
- 『バカ画像500連発！！ベストセレクション 大爆笑スペシャル』（鉄人社）2010/6/1
- 『バカ画像500連発！！ベストセレクション 絶対にすべらない一枚』（鉄人社）2010/6/1
- 『ゴー！ゴー！バカ画像MAX えいと。』（KKベストセラーズ）2010/8/5
- 『ブサかわ! 動物バカ画像 -超～おもしろい!!』（晋遊舎）2010/8/9
- 『電車でGO！GO！鉄道バカ画像』鉄道バカ画像研究会（KKベストセラーズ）2010/10/26
- 『ゴー！ゴー！！バカ画像MAXベイビーズ Vol.1』バカ画像選定委員 東京ダイナマイト（KKベストセラーズ）2010/11/5
- 『ゴー！ゴー！バカ画像MAX ここのつ。』（KKベストセラーズ）2010/12/11
- 『超最新！バカ画像999初出しスペシャル』（コスミック出版）2010/12/13
- 『バカ画像500連発！！冬の悶絶特大号』（鉄人社）2011/1/1
- 『バカ画像500連発！！！！復刻版』（鉄人社）2011/1/1
- 『ゴー！ゴー！！バカ画像ＭＡＸベイビーズ Vol.2』（KKベストセラーズ）2011/2/18
- 『ゴー！ゴー！バカ画像MAX じゅう～。』（KKベストセラーズ）2011/4/1
- 『バカ画像500連発！！特別編ソックリさんだよ全員集合！』（鉄人社）2011/4/1
- 『バカ画像THE BEST1000ギガ盛り』（コスミック出版）2011/4/9
- 『天才バカ画像』（ミリオン出版）2011/4/27
- 『ゴー！ゴー！！バカ画像ＭＡＸベイビーズ Vol.3』（KKベストセラーズ）2011/6/21
- 『笑撃！バカ画像の神様超新ネタ999連発！』（リイド社）2011/6/29
- 『豪華保存版バカ画像ざ・ごーるでん・べすと』（晋遊舎）2011/7/1
- 『バカ画像 ALL NEW 1001』（コスミック出版）2011/7/6
- 『ゴー！ゴー！バカ画像MAX いれぶん。』（KKベストセラーズ）2011/8/1
- 『笑撃！バカ画像の神様ニッポンを元気に！マル盛り777連発』笑撃バカ画像研究会（リイド社）2011/9/28
- 『バカ画像ｍｉｎｉ (ワニ文庫) 』（KKベストセラーズ）2011/10/21
- 『画像で見る放送禁止用語 笑撃ハプニングSPECIAL！！』（コアマガジン）2011/10/30
- 『ゴー！ゴー！バカ画像MAX じゅうに。』（KKベストセラーズ）2011/12/2
- 『スマートフォンですぐ見れる衝撃と爆笑の映像500連発』 (メディアボーイMOOK) 2011/12/15
- 『バカ画像★MEGA MAX！！！』（コスミック出版）2012/1/14
- 『たのしいバカ画像2012』（晋遊舎）2012/1/26
- 『ゴー！ゴー！！バカ画像MAX破天荒』バカ画像選定委員 平成ノブシコブシ（KKベストセラーズ）2012/4/2
- 『バカ画像ゴールデンSP』（コスミック出版）2012/6/17
- 『永久保存版バカ画像ウルトラベスト』（晋遊舎）2012/7/1
- 『爆笑画像500連発！！これが世界の神ワザだ 』（鉄人社）2012/8/25
- 『ぶっちぎりバカ画像ゴールデンベスト』（コスミック出版）2012/10/6
- 『天下統一バカ画像』（コスミック出版）2012/12/8
- 『バカ画像超新ネタ999連発！！！』（コスミック出版）2013/6/29
- 『バカ画像500連発！！最新作大放出スペシャル』（鉄人社）2013/8/16
- 『バカ画像ゲラゲラKING』（コスミック出版）2014
- 『大バカ画像555（ゴーゴーゴー）！！！』（ぶんか社）2016/1/10
- 『復刻版 バカ画像500連発！！』（鉄人社）2018/1/22
- 『爆笑おバカ画像SP』（ダイアプレス）
- 『必笑！ＢＡＫＫＥＲＳ！！1』（二葉太郎著）
- 『必笑！ＢＡＫＫＥＲＳ！！2』（二葉太郎著）
- 『必笑！ＢＡＫＫＥＲＳ！！3』（二葉太郎著）
- 『必笑！ＢＡＫＫＥＲＳ！！4』（二葉太郎著）
- 『必笑！ＢＡＫＫＥＲＳ！！5』（二葉太郎著）